# Listă de filme de comedie din anii 2000
Aceasta este o listă de filme de comedie din anii 2000.
| 2000                                                     |                                |                                                                      |                                                                                    |                               |
| 100 Girls                                                | Michael Davis                  | Jonathan Tucker, Larisa Oleynik, Jamie Pressley                      | Statele Unite ale Americii                                                         | [ 1 ]                         |
| 101 Reykjavík                                            | Baltasar Kormákur              | Victoria Abril                                                       | Danemarca · Franța · Norvegia · Islanda                                            | [ 2 ]                         |
| 102 Dalmatians                                           | Kevin Lima                     | Glenn Close                                                          | Statele Unite ale Americii                                                         | Family-oriented comedy        |
| 28 Days                                                  | Betty Thomas                   | Sandra Bullock, Viggo Mortensen, Dominic West                        | Statele Unite ale Americii                                                         | Comedy-drama                  |
| Les acteurs                                              | Bertrand Blier                 | André Dussollier, Jean-Pierre Marielle, Jacques Villeret             | Franța                                                                             | [ 5 ]                         |
| The Adventures of Rocky and Bullwinkle                   | Des McAnuff                    | Rene Russo, Jason Alexander, Piper Perabo                            | Statele Unite ale Americii                                                         | [ 6 ]                         |
| Almost Famous                                            | Cameron Crowe                  | Patrick Fugit, Billy Crudup, Frances McDormand, Kate Hudson          | Statele Unite ale Americii                                                         | Comedy-drama                  |
| American Psycho                                          | Mary Harron                    | Christian Bale, Willem Dafoe, Jared Leto                             | Statele Unite ale Americii                                                         | [ 8 ]                         |
| Barking Dogs Never Bite                                  | Bong Joon-ho                   | Bae Doo na, Lee Sung-Jae                                             | Coreea de Sud                                                                      | [ 9 ]                         |
| Bedazzled                                                | Harold Ramis                   | Brendan Fraser, Elizabeth Hurley, Frances O'Connor                   | Statele Unite ale Americii                                                         | [ 10 ]                        |
| Best in Show                                             | Christopher Guest              | Eugene Levy, Catherine O'Hara, Christopher Guest                     | Statele Unite ale Americii                                                         | [ 11 ]                        |
| Big Momma's House                                        | Raja Gosnell                   | Martin Lawrence, Nia Long, Paul Giamatti                             | Statele Unite ale Americii                                                         | [ 12 ]                        |
| Billy Elliot                                             | Stephen Daldry                 | Julie Walters, Jamie Bell, Gary Lewis                                | Regatul Unit al Marii Britanii și al Irlandei de Nord                              | Comedy-drama                  |
| Bread and Tulips                                         | Silvio Soldini                 | Licia Maglietta, Bruno Ganz                                          | Italia · Elveția                                                                   | [ 14 ]                        |
| Bring It On                                              | Peyton Reed                    | Kirsten Dunst, Eliza Dushku, Jesse Bradford                          | Statele Unite ale Americii                                                         | [ 15 ]                        |
| Cecil B. Demented                                        | John Waters                    | Melanie Griffith, Stephen Dorff, Alicia Witt                         | Statele Unite ale Americii                                                         | [ 16 ]                        |
| Charlie's Angels                                         | McG                            | Cameron Diaz, Drew Barrymore, Lucy Liu                               | Statele Unite ale Americii                                                         | [ 17 ]                        |
| Cherry Falls                                             | Geoffrey Wright                | Michael Biehn, Brittany Murphy, Jay Mohr                             | Statele Unite ale Americii                                                         | Horror comedy                 |
| Chicken Run                                              | Nick Park, Peter Lord          |                                                                      | Regatul Unit al Marii Britanii și al Irlandei de Nord · Statele Unite ale Americii | Adventure comedy              |
| Chuck & Buck                                             | Miguel Arteta                  | Mike White, Chris Weitz, Lupe Ontiveros                              | Statele Unite ale Americii                                                         | [ 20 ]                        |
| Citizen Toxie: The Toxic Avenger IV                      | Lloyd Kaufman                  | David Mattey, Heidi S. Jursen, Clyde Lewis                           | Statele Unite ale Americii                                                         | [ 21 ]                        |
| Company Man                                              | Peter Askin, Douglas McGrath   | Douglas McGrath, Sigourney Weaver, John Turturro                     | Statele Unite ale Americii                                                         | [ 22 ]                        |
| Coyote Ugly                                              | David McNally                  | Piper Perabo, Adam Garcia, Maria Bello                               | Statele Unite ale Americii                                                         | Comedy-drama                  |
| Cut                                                      | Kimble Rendal                  | Molly Ringwald, Jessica Napier, Kylie Minouge                        | Australia                                                                          | Horror comedy                 |
| Devils on the Doorstep                                   | Jiang Wen                      | Jiang Wen, Teruyuki Kagawa, David Wu                                 | Republica Populară Chineză                                                         | [ 25 ]                        |
| The Dish                                                 | Rob Sitch                      | Sam Neill, Kevin Harrington, Tom Long                                | Australia                                                                          | [ 26 ]                        |
| Down to You                                              | Kris Isacsson                  | Joanna Adler, Freddie Prinze, Jr., Julia Stiles, Jennifer Albano     | Statele Unite ale Americii                                                         | [ 27 ]                        |
| Drowning Mona                                            | Nick Gomez                     | Danny DeVito, Bette Midler, Neve Campbell                            | Statele Unite ale Americii                                                         | [ 28 ]                        |
| Dr. Seuss's How the Grinch Stole Christmas               | Ron Howard                     | Jim Carrey, Jeffrey Tambor, Christine Baranski                       | Statele Unite ale Americii                                                         | [ 29 ]                        |
| Dr. T & the Women                                        | Robert Altman                  | Richard Gere, Helen Hunt, Farrah Fawcett                             | Statele Unite ale Americii                                                         | Comedy-drama                  |
| Dude, Where's My Car?                                    | Danny Leiner                   | Ashton Kutcher, Seann William Scott, Kristy Swanson, Jennifer Garner | Statele Unite ale Americii                                                         | [ 31 ]                        |
| Duets                                                    | Bruce Paltrow                  | Maria Bello, Andre Braugher, Paul Giamatti                           | Statele Unite ale Americii                                                         | Comedy-drama                  |
| The Flintstones in Viva Rock Vegas                       | Brian Levant                   | Mark Addy, Stephen Baldwin, Kristen Johnston                         | Statele Unite ale Americii                                                         | [ 33 ]                        |
| The Foul King                                            | Kim Jee-Woon                   | Song Kang-ho, Lee Ki-yeong, Jang Hang-seon                           | Coreea de Sud                                                                      | [ 34 ]                        |
| Greenfingers                                             | Joel Hershman                  | Clive Owen, David Kelly, Helen Mirin                                 | Regatul Unit al Marii Britanii și al Irlandei de Nord · Statele Unite ale Americii | Comedy-drama                  |
| Happy Accidents                                          | Brad Anderson                  | Marisa Tomei, Vincent D'Onofrio, Nadia Dajani                        | Statele Unite ale Americii                                                         | [ 36 ]                        |
| Harry, He's Here to Help                                 | Dominik Moll                   | Laurent Lucas, Sergi López, Mathilde Seigner                         | Franța                                                                             | Comedy thriller, black comedy |
| High Fidelity                                            | Stephen Frears                 | John Cusack, Iben Hjejle, Jack Black                                 | Statele Unite ale Americii                                                         | Comedy-drama                  |
| Im Juli                                                  | Fatih Akin                     | Moritz Bleibtreu, Christiane Paul, Mehmet Kurtulus                   | Germania                                                                           | [ 39 ]                        |
| The Ladies Man                                           | Reginald Hudlin                | Tim Meadows, Karyn Parsons, Billy Dee Williams                       | Statele Unite ale Americii                                                         | [ 40 ]                        |
| Life-Size                                                | Mark Rosman                    | Tyra Banks, Lindsay Lohan                                            | Statele Unite ale Americii                                                         | Family-oriented comedy        |
| Little Nicky                                             | Steven Brill                   | Adam Sandler, Patricia Arquette, Harvey Keitel                       | Statele Unite ale Americii                                                         | [ 42 ]                        |
| Little Otik                                              | Jan Švankmajer                 | Veronika Zilkova, Jan Hartl                                          | Regatul Unit al Marii Britanii și al Irlandei de Nord · Cehia                      | [ 43 ]                        |
| Loser                                                    | Amy Heckerling                 | Jason Biggs, Mena Suvari, Zak Orth                                   | Statele Unite ale Americii                                                         | Comedy-drama                  |
| Lucky Numbers                                            | Nora Ephron                    | John Travolta, Lisa Kudrow, Tim Roth                                 | Statele Unite ale Americii                                                         | Comedy-drama                  |
| Me, Myself, & Irene                                      | Bobby Farrelly, Peter Farrelly | Jim Carrey, Renée Zellweger, Chris Cooper                            | Statele Unite ale Americii                                                         | [ 46 ]                        |
| Meet the Parents                                         | Jay Roach                      | Robert De Niro, Ben Stiller                                          | Statele Unite ale Americii                                                         | [ 47 ]                        |
| Miss Congeniality                                        | Donald Petrie                  | Sandra Bullock, Michael Caine, Benjamin Bratt                        | Statele Unite ale Americii                                                         | [ 48 ]                        |
| Needing You...                                           |                                | Andy Lau                                                             |                                                                                    | [ 49 ]                        |
| Next Friday                                              | Steve Carr                     | Ice Cube, Mike Epps, Justin Pierce                                   | Statele Unite ale Americii                                                         | [ 50 ]                        |
| Nurse Betty                                              | Neil LaBute                    | Renée Zellweger, Morgan Freeman, Chris Rock                          | Statele Unite ale Americii                                                         | Comedy-drama                  |
| Nutty Professor II: The Klumps                           | Peter Segal                    | Eddie Murphy, Janet Jackson, Larry Miller                            | Statele Unite ale Americii                                                         | [ 52 ]                        |
| O Brother, Where Art Thou?                               | Joel Coen                      | George Clooney, John Turturro, Tim Blake Nelson                      | Statele Unite ale Americii                                                         | [ 53 ]                        |
| The Original Kings of Comedy                             | Spike Lee                      | Steve Harvey, D.L. Hughley, Cedric the Entertainer, Bernie Mac       | Statele Unite ale Americii                                                         | [ 54 ]                        |
| La Perdición de los hombres                              | Arturo Ripstein                | Patricia Reyes Spindola, Rafael Inclán, Luis Felipe Tovar            | Mexic · Spania                                                                     | [ 55 ]                        |
| Ready to Rumble                                          | Brian Robbins                  | David Arquette, Oliver Platt, Soctt Caan                             | Statele Unite ale Americii                                                         | [ 56 ]                        |
| The Replacements                                         | Howard Deutch                  | Keanu Reeves, Gene Hackman                                           | Statele Unite ale Americii                                                         | Comedy-drama                  |
| Road Trip                                                | Todd Phillips                  | Breckin Meyer, Tom Green, Seann William Scott, Amy Smart             | Statele Unite ale Americii                                                         | [ 58 ]                        |
| Psycho Beach Party                                       | Robert Lee King                | Lauren Ambrose, Thomas Gibson, Kimberley Davies                      | Statele Unite ale Americii                                                         | [ 59 ]                        |
| Scary Movie                                              | Keenen Ivory Wayans            | Shawn Wayans, Marlon Wayans, Cheri Oteri, Shannon Elizabeth          | Statele Unite ale Americii                                                         | [ 60 ]                        |
| Shanghai Noon                                            | Tom Dey                        | Jackie Chan, Owen Wilson, Lucy Liu                                   | Statele Unite ale Americii                                                         | [ 61 ]                        |
| Shriek If You Know What I Did Last Friday the Thirteenth | John Blanchard                 | Tiffani-Amber Thiessen, Tom Arnold                                   | Statele Unite ale Americii                                                         | [ 62 ]                        |
| Small Time Crooks                                        | Woody Allen                    | Woody Allen, Tracey Ullman, Elaine May                               | Statele Unite ale Americii                                                         | [ 63 ]                        |
| Snatch                                                   | Guy Ritchie                    | Benicio Del Toro, Dennis Farina, Vinnie Jones                        | Regatul Unit al Marii Britanii și al Irlandei de Nord · Statele Unite ale Americii | Crime comedy                  |
| Snow Day                                                 | Chris Koch                     | Chris Elliott, Mark Webber, Jean Smart                               | Statele Unite ale Americii                                                         | [ 65 ]                        |
| Songs from the Second Floor                              | Roy Andersson                  | Lars Nordh, Stefan Larsson, Torbjorn Fahlstrom                       | Suedia                                                                             | [ 66 ]                        |
| The Specials                                             | Craig Mazin                    | Rob Lowe, Jamie Kennedy, Thomas Haden Church                         | Statele Unite ale Americii                                                         | [ 67 ]                        |
| State and Main                                           | David Mamet                    | Alec Baldwin, Charles Durning, Clark Gregg                           | Statele Unite ale Americii                                                         | [ 68 ]                        |
| The Taste of Others                                      | Agnès Jaoui                    | Jean-Pierre Bacri, Anne Alvaro, Agnès Jaoui                          | Franța                                                                             | Comedy-drama                  |
| Together                                                 | Lukas Moodysson                | Lisa Lindgren, Michael Nyqvist, Gustaf Hammarsten                    | Danemarca · Italia · Suedia                                                        | Comedy-drama                  |
| What Women Want                                          | Nancy Meyers                   | Mel Gibson, Helen Hunt                                               | Statele Unite ale Americii                                                         | [ 71 ]                        |
| The Whole Nine Yards                                     | Jonathan Lynn, David Snyder    | Bruce Willis, Matthew Perry, Rosanna Arquette                        | Statele Unite ale Americii                                                         | [ 72 ]                        |
| Wild Zero                                                |                                | Guitar Wolf                                                          | Japonia                                                                            | Horror comedy                 |
| Wonder Boys                                              | Curtis Hanson                  | Michael Douglas, Tobey Maguire, Frances McDormand                    | Statele Unite ale Americii                                                         | Comedy-drama                  |
| 2001                                                     |                                |                                                                      |                                                                                    |                               |

## 2001
| 2000                                |                                           |                                                          |                                                                                    |                        |
| The 51st State                      | Ronny Yu                                  | Samuel L. Jackson, Robert Carlyle, Emily Mortimer        | Canada · Regatul Unit al Marii Britanii și al Irlandei de Nord                     | Action comedy          |
| The Accidental Spy                  | Teddy Chan                                | Jackie Chan, Eric Tsang, Vivian Hsu                      | Hong Kong                                                                          | Comedy thriller        |
| Amélie                              | Jean-Pierre Jeunet                        | Audrey Tautou, Mathieu Kassovitz, Rufus                  | Franța · Germania                                                                  | [ 77 ]                 |
| America's Sweethearts               | Joe Roth                                  | Julia Roberts, Billy Crystal, Catherine Zeta-Jones       | Statele Unite ale Americii                                                         | [ 78 ]                 |
| The American Astronaut              | Cory McAbee                               | Rocco Sisto, Annie Golden, Joshua Taylor                 | Statele Unite ale Americii                                                         | [ 79 ]                 |
| American Desi                       | Piyush Dinker Pandya                      | Rocco Sisto, Purva Bedi, Ronobir Lahiri                  | Statele Unite ale Americii                                                         | [ 80 ]                 |
| American Pie 2                      | J.B. Rogers                               | Jason Biggs, Shannon Elizabeth, Jennifer Coolidge        | Statele Unite ale Americii                                                         | [ 81 ]                 |
| The Animal                          | Luke Greenfield                           | Rob Schneider, Colleen Haskell, John C. McGinley         | Statele Unite ale Americii                                                         | [ 82 ]                 |
| Bandits                             | Barry Levinson                            | Bruce Willis, Billy Bob Thornton, Cate Blanchett         | Statele Unite ale Americii                                                         | [ 83 ]                 |
| Beethoven's 4th                     | David Mickey Evans                        | Judge Reinhold, Julia Sweeney, Joe Pichler               | Statele Unite ale Americii                                                         | [ 84 ]                 |
| Black Knight                        | Gil Junger                                | Martin Lawrence, Tom Wilkonson, Marsha Thomason          | Statele Unite ale Americii                                                         | [ 85 ]                 |
| Bridget Jones's Diary               | Sharon Maguire                            | Renée Zellweger, Colin Firth, Hugh Grant                 | Statele Unite ale Americii                                                         | [ 86 ]                 |
| The Brothers                        | Gary Hardwick                             | Morris Chestnut, D. L. Hughley, Bill Bellamy             | Statele Unite ale Americii                                                         | Comedy-drama           |
| Bubble Boy                          | Blair Hayes                               | Jake Gyllenhaal, Swoosie Kurtz, Marley Shelton           | Statele Unite ale Americii                                                         | [ 88 ]                 |
| Buffalo Soldiers                    | Gregor Jordan                             | Joaquin Phoenix, Anna Paquin, Scott Glenn                | Germania · Regatul Unit al Marii Britanii și al Irlandei de Nord                   | Comedy-drama           |
| Cats & Dogs                         | Lawrence Guterman                         | Jeff Goldblum                                            | Statele Unite ale Americii                                                         | Fantasy-comedy         |
| The Cat's Meow                      | Peter Bogdanovich                         | Kirsten Dunst, Eddie Izzard, Edward Herrmann             | Germania · Regatul Unit al Marii Britanii și al Irlandei de Nord                   | Comedy-drama           |
| The Closet                          | Francis Veber                             | Daniel Auteuil, Gérard Depardieu, Thierry Lhermitte      | Franța                                                                             | [ 92 ]                 |
| Corky Romano                        | Rob Pritts                                | Chris Kattan, Vinessa Shaw, Peter Falk                   | Statele Unite ale Americii                                                         | [ 93 ]                 |
| CQ                                  | Roman Coppola                             | Jeremy Davies, Élodie Bouchez, Gérard Depardieu          | Statele Unite ale Americii                                                         | [ 94 ]                 |
| Crocodile Dundee in Los Angeles     | Simon Wincer                              | Paul Hogan, Linda Kozlowski, Jere Burns                  | Australia · Statele Unite ale Americii                                             | [ 95 ]                 |
| The Curse of the Jade Scorpion      | Woody Allen                               | Woody Allen, Dan Aykroyd, Helen Hunt                     | Statele Unite ale Americii                                                         | [ 96 ]                 |
| Don't Tempt Me                      | Agustín Díaz Yanes                        | Victoria Abril, Penélope Cruz, Demián Bichir             | Franța · Italia · Mexic · Spania                                                   | [ 97 ]                 |
| Double Take                         | George Gallo                              | Orlando Jones, Eddie Griffin, Edward Herrmann            | Statele Unite ale Americii                                                         | [ 98 ]                 |
| Double Whammy                       | Tom DiCillo                               | Denis Leary, Elizabeth Hurley, Steve Buscemi             | Statele Unite ale Americii                                                         | [ 99 ]                 |
| Down to Earth                       | Chris Weitz, Paul Weitz                   | Chris Rock, Regina King, Chazz Palminteri                | Statele Unite ale Americii                                                         | Comedy-drama           |
| Dr. Dolittle 2                      | Steve Carr                                | Eddie Murphy, Kristen Wilson, Jeffrey Jones              | Statele Unite ale Americii                                                         | [ 100 ]                |
| Elling                              | Petter Næss                               | Per Christian Ellefsen, Sven Nordin, Per Christensen     | Norvegia                                                                           | Comedy-drama           |
| Elvira's Haunted Hills              | Sam Irvin                                 | Cassandra Peterson, Richard O'Brien, Mary Scheer         | Statele Unite ale Americii                                                         | [ 102 ]                |
| Evolution                           | Ivan Reitman                              | David Duchovny, Orlando Jones, Seann William Scott       | Statele Unite ale Americii                                                         | [ 103 ]                |
| Festival in Cannes                  | Henry Jaglom                              | Jenny Gabrielle, Greata Scacchi, Kim Kolarch             | Statele Unite ale Americii                                                         | [ 104 ]                |
| Freddy Got Fingered                 | Tom Green                                 | Tom Green, Rip Torn, Marisa Coughlan                     | Statele Unite ale Americii                                                         | [ 105 ]                |
| Get Over It                         | Tommy O'Haver                             | Kirsten Dunst, Ben Foster, Sisqó                         | Statele Unite ale Americii                                                         | [ 106 ]                |
| Ghost World                         | Terry Zwigoff                             | Thora Birch, Steve Buscemi, Scarlett Johansson           | Statele Unite ale Americii                                                         | Comedy-drama           |
| God Is Great and I'm Not            | Pascale Bailly                            | Audrey Tautou, Édouard Baer, Julie Depardieu             | Franța                                                                             | [ 108 ]                |
| The Happiness of the Katakuris      | Takashi Miike                             | Kenji Sawada, Keiko Matsuzaka, Shinji Takeda             | Japonia                                                                            | Horror comedy          |
| He Died with a Felafel in His Hand  | Richard Lowenstein                        | Noah Taylor, Emily Hamilton, Romane Bohringer            | Australia · Italia                                                                 | [ 110 ]                |
| Head over Heels                     | Mark S. Waters                            | Monica Potter, Freddie Prinze, Jr., Shalom Harlow        | Statele Unite ale Americii                                                         | [ 111 ]                |
| Heartbreakers                       | David Mirkin                              | Sigourney Weaver, Jennifer Love Hewitt, Ray Liotta       | Statele Unite ale Americii                                                         | [ 112 ]                |
| Hedwig and the Angry Inch           | John Cameron Mitchell                     | John Cameron Mitchell, Miriam Shor, Stephen Trask        | Statele Unite ale Americii                                                         | Comedy-drama           |
| How High                            | Jesse Dylan                               | Method Man, Redman, Obba Babatundé                       | Statele Unite ale Americii                                                         | [ 114 ]                |
| Human Nature                        | Michel Gondry                             | Tim Robbins, Patricia Arquette, Rhys Ifans               | Franța · Statele Unite ale Americii                                                | [ 115 ]                |
| Jay and Silent Bob Strike Back      | Kevin Smith                               | Kevin Smith, Jason Mewes, Shannen Doherty                | Statele Unite ale Americii                                                         | [ 116 ]                |
| Jesus Christ Vampire Hunter         | Lee Gordon Demarbre                       | Guen Douglas, Josh Grace, Murielle Varhelyi              |                                                                                    | Horror comedy          |
| Jett Jackson: The Movie             |                                           | Lee Thompson Young, Michael Ironside                     | Canada                                                                             | Family-oriented comedy |
| Jimmy Neutron: Boy Genius           | John A. Davis                             |                                                          | Statele Unite ale Americii                                                         | Family-oriented comedy |
| Joe Dirt                            | Dennie Gordon                             | David Spade, Dennis Miller, Brittany Daniel              | Statele Unite ale Americii                                                         | [ 119 ]                |
| Joe Somebody                        | John Pasquin                              | Tim Allen, Julie Bowen, Kelly Lynch                      | Statele Unite ale Americii                                                         | [ 120 ]                |
| Josie and the Pussycats             | Harry Elfont, Deborah Kaplan              | Rachael Leigh Cook, Tara Reid, Rosario Dawson            | Statele Unite ale Americii                                                         | [ 121 ]                |
| Just Visiting                       | Jean-Marie Gaubert                        | Jean Reno, Christina Applegate, Christian Clavier        | Statele Unite ale Americii                                                         | [ 122 ]                |
| Kate & Leopold                      | James Mangold                             | Meg Ryan, Hugh Jackman, Liev Schreiber                   | Statele Unite ale Americii                                                         | Romantic comedy        |
| Kingdom Come                        | Doug McHenry                              | LL Cool J, Jada Pinkett Smith, Vivica A. Fox             | Statele Unite ale Americii                                                         | Comedy-drama           |
| Lagaan                              | Ashutosh Gowariker                        | Aamir Khan, Gracy Singh, Rachel Shelley                  | India                                                                              | Comedy-drama           |
| Legally Blonde                      | Robert Luketic                            | Reese Witherspoon, Luke Wilson, Selma Blair              | Statele Unite ale Americii                                                         | [ 126 ]                |
| Living in Missouri                  | Shaun Peterson                            | Ian McConnel, Christina Puzzo, Connor Ratliff            | Statele Unite ale Americii                                                         | [ 127 ]                |
| The Lost Skeleton of Cadavra        | Larry Blamire                             | Larry Blamire, Fay Masterson, Brian Howe                 | Statele Unite ale Americii                                                         | [ 128 ]                |
| Lovely & Amazing                    | Nicole Holofcener                         | Catherine Keener, Brenda Blethyn, Emily Mortimer         | Statele Unite ale Americii                                                         | Comedy-drama           |
| Made                                | Jon Favreau                               | Vince Vaughn, Jon Favreau, Sean Combs                    | Statele Unite ale Americii                                                         | [ 130 ]                |
| The Man Who Sued God                | Mark Joffe                                | Billy Connolly, Judy Davis, Colin Friels                 | Australia                                                                          | [ 131 ]                |
| The Man Who Wasn't There            | Joel Coen                                 | Billy Bob Thornton, Frances McDormand, Michael Badalucco | Statele Unite ale Americii                                                         | Comedy-drama           |
| Max Keeble's Big Move               | Tim Hill                                  | Alex D. Linz, Larry Miller, Jamie Kennedy                | Statele Unite ale Americii                                                         | [ 133 ]                |
| Mean Machine                        | Barry Skolnick                            | Vinnie Jones, Jason Statham, David Kelly                 | Regatul Unit al Marii Britanii și al Irlandei de Nord · Statele Unite ale Americii | [ 134 ]                |
| Mike Bassett: England Manager       | Steven Barron                             | Ricky Tomlinson, Amanda Redman, Philip Jackson           | Regatul Unit al Marii Britanii și al Irlandei de Nord                              | [ 135 ]                |
| Monkeybone                          | Henry Selick                              | Brendan Fraser, Bridget Fonda, Whoopi Goldberg           | Statele Unite ale Americii                                                         | [ 136 ]                |
| Monsoon Wedding                     | Mira Nair                                 | Naseeruddin Shah, Lillete Dubey, Shefali Shetty          | India · Statele Unite ale Americii                                                 | Comedy-drama           |
| Monsters, Inc.                      | Pete Docter, Lee Unkrich, David Silverman |                                                          | Statele Unite ale Americii                                                         | Family-oriented comedy |
| Mr Bones                            | Gray Hofmeyr                              | David Ramsey, Faizon Love, Leon Schuster                 | Africa de Sud                                                                      | [ 139 ]                |
| My Sassy Girl                       | Kwak Jae-yong                             | Jeon Ji-hyeon, Cha Tae-hyun                              | Coreea de Sud                                                                      | [ 140 ]                |
| No Man's Land                       | Danis Tanović                             | Branco Djuric, Rene Bitorajac, Filip Šovagović           | Belgia · Italia · Franța · Slovenia                                                | Black comedy           |
| No Such Thing                       | Hal Hartley                               | Sarah Polley, Robert Burke, Helen Mirren                 | Statele Unite ale Americii                                                         | Comedy-drama           |
| Not Another Teen Movie              | Joel Gallen                               | Chyler Leigh, Chris Evans, Jaime Pressly                 | Statele Unite ale Americii                                                         | [ 143 ]                |
| Novocaine                           | David Atikins                             | Steve Martin, Helena Bonham Carter, Laura Dern           | Statele Unite ale Americii                                                         | Comedy-drama           |
| One Night at McCool's               | Harald Zwart                              | Liv Tyler, Matt Dillon, John Goodman                     | Statele Unite ale Americii                                                         | [ 145 ]                |
| Ocean's Eleven                      | Steven Soderbergh                         | George Clooney, Matt Damon, Brad Pitt                    | Statele Unite ale Americii                                                         | [ 146 ]                |
| Osmosis Jones                       | Farrelly brothers                         | Bill Murray                                              | Statele Unite ale Americii                                                         | [ 147 ]                |
| Out Cold                            | Emmett Malloy, Brendan Malloy             | Jason London, Lee Majors, Willie Garson                  | Statele Unite ale Americii                                                         | [ 148 ]                |
| Pootie Tang                         | Louis C.K.                                | Lance Crouther, Jennifer Coolidge, Wanda Sykes           | Statele Unite ale Americii                                                         | [ 149 ]                |
| Les Portes de la gloire             | Christian Merret-Palmair                  | Benoît Poelvoorde, Julien Boisselier, Michel Duchaussoy  | Franța                                                                             | [ 150 ]                |
| The Princess Diaries                | Garry Marshall                            | Anne Hathaway, Julie Andrews, Héctor Elizondo            | Statele Unite ale Americii                                                         | [ 151 ]                |
| Rat Race                            | Jerry Zucker                              | Rowan Atkinson, John Cleese, Whoopi Goldberg             | Statele Unite ale Americii                                                         | [ 152 ]                |
| The Royal Tenenbaums                | Wes Anderson                              | Gene Hackman, Anjelica Huston, Ben Stiller               | Statele Unite ale Americii                                                         | [ 153 ]                |
| Rush Hour 2                         | Brett Ratner                              | Chris Tucker, Jackie Chan, Chris Lone                    | Statele Unite ale Americii                                                         | [ 154 ]                |
| Saving Silverman                    | Dennis Dugan                              | Jason Biggs, Steve Zahn, Jack Black                      | Statele Unite ale Americii                                                         | [ 155 ]                |
| Say It Isn't So                     | J.B. Rogers                               | Chris Klein, Heather Graham, Orlando Jones               | Statele Unite ale Americii                                                         | [ 156 ]                |
| Scary Movie 2                       | Keenen Ivory Wayans                       | Shawn Wayans, Marlon Wayans, Anna Faris                  | Statele Unite ale Americii                                                         | [ 157 ]                |
| See Spot Run                        | John Whitesell                            | David Arquette, Michael Clarke Duncan, Leslie Bibb       | Statele Unite ale Americii                                                         | [ 158 ]                |
| Series 7: The Contenders            | Daniel Minahan                            | Brooke Smith, Glenn Smith, Marylouise Burke              | Statele Unite ale Americii                                                         | [ 159 ]                |
| Shaolin Soccer                      | Stephen Chow                              | Stephen Chow, Zhao Wei, Ng Man-tat                       | Hong Kong                                                                          | [ 160 ]                |
| Shallow Hal                         | The Farrelly brothers                     | Gwyneth Paltrow, Jack Black, Jason Alexander             | Statele Unite ale Americii                                                         | [ 161 ]                |
| Shrek                               | Andrew Adamson, Vicky Jenson              |                                                          | Statele Unite ale Americii                                                         | [ 162 ]                |
| Sidewalks of New York               | Edward Burns                              | Edward Burns, Rosario Dawson, Dennis Farina              | Statele Unite ale Americii                                                         | [ 163 ]                |
| Son of the Bride                    | Juan José Campanella                      | Ricardo Darín, Héctor Alterio, Norma Alterio             | Spania · Argentina                                                                 | Comedy-drama           |
| Spy Kids                            | Robert Rodriguez                          | Antonio Banderas, Carla Gugino, Alexa Vega               | Statele Unite ale Americii                                                         | Family-oriented comedy |
| Storytelling                        | Todd Solondz                              | Selma Blair, Leo Fitzpatrick, Aleksa Palladino           | Statele Unite ale Americii                                                         | Comedy-drama           |
| Sugar & Spice                       | Francine McDougall                        | Marley Shelton, James Marsden, Mena Suvari               | Statele Unite ale Americii                                                         | [ 167 ]                |
| Summer Catch                        | Mike Tollin                               | Freddie Prinze, Jr., Jessica Biel, Fred Ward             | Statele Unite ale Americii                                                         | [ 168 ]                |
| Super Troopers                      | Jay Chandrasekhar                         | Jay Chandrasekhar, Kevin Heffernan, Steve Lemme          | Statele Unite ale Americii                                                         | [ 169 ]                |
| Tomcats                             | Gregory Poirier                           | Jerry O'Connell, Shannon Elizabeth, Jake Busey           | Statele Unite ale Americii                                                         | [ 170 ]                |
| Torrente 2: Misión en Marbella      | Santiago Segura                           | Santiago Segura, Gabino Diego, Tony Leblanc              | Spania                                                                             | [ 171 ]                |
| La Tour Montparnasse Infernale      | Charles Nemes                             | Éric Judor, Serge Riaboukine, Michel Puterflam           | Franța                                                                             | [ 172 ]                |
| Town & Country                      | Peter Chelsom                             | Warren Beatty, Diane Keaton, Andie MacDowell             | Statele Unite ale Americii                                                         | [ 173 ]                |
| Two Can Play That Game              | Mark Brown                                | Vivica A. Fox, Morris Chestnut, Lee Anthony              | Statele Unite ale Americii                                                         | [ 174 ]                |
| Va savoir                           | Jacques Rivette                           | Jeanne Balibar, Sergio Castellitto, Jacques Bonnaffé     | Franța · Germania · Italia                                                         | [ 175 ]                |
| La Vérité si je mens ! 2            | Thomas Gilou                              | Richard Anconina, José Garcia, Bruno Solo                | Franța                                                                             | [ 176 ]                |
| Visitor Q                           | Takashi Miike                             | Shôko Nakahara, Jun Muto, Kazushi Watanabe               | Japonia                                                                            | Comedy-drama           |
| Wasabi                              | Gérard Krawczyk                           | Jean Reno, Ryoko Hirosue, Michel Muller                  | Franța                                                                             | Action comedy          |
| The Wash                            | DJ Pooh                                   | Snoop Dogg, Dr. Dre, George Wallace                      | Statele Unite ale Americii                                                         | [ 179 ]                |
| The Wedding Planner                 | Adam Shankman                             | Jennifer Lopez, Matthew McConaughey, Bridgette Wilson    | Statele Unite ale Americii                                                         | [ 180 ]                |
| Wet Hot American Summer             | David Wain                                | Janeane Garofalo, David Hyde Pierce, Michael Showalter   | Statele Unite ale Americii                                                         | [ 181 ]                |
| What's the Worst That Could Happen? | Sam Weisman                               | Martin Lawrence, Danny DeVito, John Leguizamo            | Statele Unite ale Americii                                                         | [ 182 ]                |
| Y tu mamá también                   | Alfonso Cuarón                            | Maribel Verdú, Gael García Bernal, Diego Luna            | Mexic                                                                              | Comedy-drama           |
| Zoolander                           | Ben Stiller                               | Ben Stiller, Owen Wilson, Will Ferrell                   | Statele Unite ale Americii                                                         | [ 184 ]                |

## 2002
| 2000                                   |                                     |                                                             |                                                                                    |                        |
| 24 Hour Party People                   | Michael Winterbottom                | Steve Coogan, Shirley Henderson, Danny Cunningham           | Regatul Unit al Marii Britanii și al Irlandei de Nord                              | Comedy-drama           |
| 40 Days and 40 Nights                  | Michael Lehmann                     | Josh Hartnett, Shannyn Sossamon, Paulo Costanzo             | Statele Unite ale Americii                                                         | [ 186 ]                |
| 8 Women                                | François Ozon                       | Catherine Deneuve, Isabelle Huppert, Emmanuelle Béart       | Franța                                                                             | [ 187 ]                |
| 800 Bullets                            | Álex de la Iglesia                  | Sancho Gracia, Ángel de Andrés Lopez, Carmen Maura          | Spania                                                                             | [ 188 ]                |
| About a Boy                            | Chris Weitz, Paul Weitz             | Hugh Grant, Nicholas Hoult, Toni Collette                   | Regatul Unit al Marii Britanii și al Irlandei de Nord · Statele Unite ale Americii | Comedy-drama           |
| About Schmidt                          | Alexander Payne                     | Jack Nicholson, Hope Davis, Dermot Mulroney                 | Statele Unite ale Americii                                                         | Comedy-drama           |
| Adaptation.                            | Spike Jonze                         | Nicolas Cage, Meryl Streep, Chris Cooper                    | Statele Unite ale Americii                                                         | Comedy-drama           |
| The Adventures of Pluto Nash           | Ron Underwood                       | Eddie Murphy, Randy Quaid, Rosario Dawson                   | Statele Unite ale Americii                                                         | [ 192 ]                |
| All About the Benjamins                | Kevin Bray                          | Ice Cube, Mike Epps, Eva Mendes                             | Statele Unite ale Americii                                                         | Action comedy          |
| American Girl                          | Jordan Brady                        | Jena Malone, Brad Renfro, Chris Mulkey                      | Statele Unite ale Americii                                                         | Comedy-drama           |
| Analyze That                           | Harold Ramis                        | Robert De Niro, Billy Crystal, Lisa Kudrow                  | Statele Unite ale Americii                                                         | [ 195 ]                |
| L'Auberge espagnole                    | Cédric Klapisch                     | Romain Duris, Cécile de France, Judith Godrèche             | Franța · Spania                                                                    | Comedy-drama           |
| Austin Powers in Goldmember            | Jay Roach                           | Mike Myers, Beyoncé Knowles, Seth Green                     | Statele Unite ale Americii                                                         | [ 197 ]                |
| Bad Company                            | Joel Schumacher                     | Anthony Hopkins, Chris Rock, Peter Macdissi                 | Statele Unite ale Americii                                                         | Action comedy          |
| The Banger Sisters                     | Bob Dolman                          | Goldie Hawn, Susan Sarandon, Geoffrey Rush                  | Statele Unite ale Americii                                                         | Comedy-drama           |
| Barbershop                             | Tim Story                           | Ice Cube, Anthony Anderson, Cedric the Entertainer          | Statele Unite ale Americii                                                         | [ 200 ]                |
| Bend It Like Beckham                   | Gurinder Chadha                     | Parminder Nagra, Keira Knightley, Jonathan Rhys Meyers      | Regatul Unit al Marii Britanii și al Irlandei de Nord                              | Comedy-drama           |
| Big Fat Liar                           | Shawn Levy                          | Frankie Muniz, Paul Giamatti, Amanda Bynes                  | Statele Unite ale Americii                                                         | [ 202 ]                |
| Big Trouble                            | Barry Sonnenfeld                    | Tim Allen, Rene Russo, Stanley Tucci                        | Statele Unite ale Americii                                                         | [ 203 ]                |
| Le Boulet                              | Alain Berbérian, Frédéric Forestier | Gérard Lanvin, Benoît Poelvoorde, José Garcia               | Franța · Regatul Unit al Marii Britanii și al Irlandei de Nord                     | [ 204 ]                |
| Bubba Ho-tep                           | Don Coscarelli                      | Bruce Campbell, Ossie Davis, Ella Joyce                     | Statele Unite ale Americii                                                         | [ 205 ]                |
| Brown Sugar                            | Barry Sonnenfeld                    | Taye Diggs, Sanaa Lathan, Mos Def                           | Statele Unite ale Americii                                                         | [ 206 ]                |
| Cabin Fever                            | Eli Roth                            | Jordan Ladd, James DeBello, Rider Strong                    | Statele Unite ale Americii                                                         | Horror comedy          |
| Cherish                                | Finn Taylor                         | Robin Turrey, Tim Blake Nelson, Brad Hunt                   | Statele Unite ale Americii                                                         | [ 208 ]                |
| Chinese Odyssey 2002                   | Jeffrey Lau                         | Tony Leung Chiu-Wai, Faye Wong, Vicki Zhao Wei              | Hong Kong                                                                          | [ 209 ]                |
| Comedian                               | Christian Charles                   | Jerry Seinfeld                                              | Statele Unite ale Americii                                                         | [ 210 ]                |
| Confessions of a Dangerous Mind        | George Clooney                      | Sam Rockwell, Drew Barrymore, George Clooney                | Statele Unite ale Americii                                                         | Comedy-drama           |
| The Country Bears                      | Peter Hastings                      |                                                             | Statele Unite ale Americii                                                         | Family-oriented comedy |
| Crackerjack                            | Paul Moloney                        | Mick Molloy, Bill Hunter, Frank Wilson                      | Australia                                                                          | [ 213 ]                |
| Crossroads                             | Tamra Davis                         | Britney Spears, Zoe Saldana, Anson Mount                    | Statele Unite ale Americii                                                         | Comedy-drama           |
| The Cuckoo                             | Alexandr Rogozhkin                  | Ville Haapasalo, Anni-Kristiina Juuso, Viktor Bychkov       | Rusia                                                                              | Comedy-drama           |
| Day of the Wacko                       | Marek Koterski                      | Marek Kondrat, Janina Traczykówna, Michal Koterski          | Polonia                                                                            | [ 216 ]                |
| Death to Smoochy                       | Danny DeVito                        | Robin Williams, Richard A. Cocchiaro Jr., Pam Ferris        | Statele Unite ale Americii                                                         | [ 217 ]                |
| Dirty Deeds                            | David Caesar                        | Bryan Brown, Toni Collette, John Goodman                    | Australia                                                                          | Crime comedy           |
| Divine Secrets of the Ya-Ya Sisterhood | Callie Khouri                       | Sandra Bullock, Ellen Burstyn, Ashley Judd                  | Statele Unite ale Americii                                                         | Comedy-drama           |
| Divine Intervention                    | Elia Suleiman                       | Elia Suleiman, Manal Khader, Nayef Fahoum Daher             | Franța · Germania · Maroc                                                          | Comedy-drama           |
| Eight Crazy Nights                     | Seth Kearsley                       | Adam Sandler, Jackie Titone, Austin Stout                   | Statele Unite ale Americii                                                         | [ 221 ]                |
| Eight Legged Freaks                    | Ellory Elkayem                      | David Arquette, Kari Wuhrer, Scott Terra                    | Statele Unite ale Americii                                                         | Horror comedy          |
| 'Filantropica                          | Nae Caranfil                        | Mircea Diaconu, Gheorghe Dinică, Mara Nicolescu             | Franța · România                                                                   | [ 223 ]                |
| Friday After Next                      | Marcus Raboy                        | Ice Cube, Mike Epps, Sommore                                | Statele Unite ale Americii                                                         | [ 224 ]                |
| FUBAR                                  | Michael Dowse                       | Paul Spence, Dave Lawrence, Gordon Skilling                 | Statele Unite ale Americii                                                         | [ 225 ]                |
| The Good Girl                          | Miguel Arteta                       | Jennifer Aniston, Jake Gyllenhaal, John C. Reilly           | Statele Unite ale Americii                                                         | Comedy drama           |
| He Loves Me... He Loves Me Not         | Laetitia Colombani                  | Audrey Tautou, Samuel Le Bihan, Isabelle Carré              | Franța                                                                             | Comedy-drama           |
| Hey Arnold!: The Movie                 | Tuck Tucker                         |                                                             | Statele Unite ale Americii                                                         | [ 228 ]                |
| Hollywood Ending                       | Woody Allen                         | Woody Allen, Téa Leoni, Debra Messing                       | Statele Unite ale Americii                                                         | [ 229 ]                |
| The Hot Chick                          | Tom Brady                           | Rob Schneider, Anna Faris, Matthew Lawrence                 | Statele Unite ale Americii                                                         | [ 230 ]                |
| I Spy                                  | Betty Thomas                        | Eddie Murphy, Owen Wilson, Famke Janssen                    | Statele Unite ale Americii                                                         | [ 231 ]                |
| Igby Goes Down                         | Burr Steers                         | Kieran Culkin, Susan Sarandon, Jeff Goldblum                | Statele Unite ale Americii                                                         | [ 232 ]                |
| The Importance of Being Earnest        | Oliver Parker                       | Rupert Everett, Colin Firth, Frances O'Connor               | Regatul Unit al Marii Britanii și al Irlandei de Nord                              | [ 233 ]                |
| Interstate 60                          | Bob Gale                            | James Marsden, Gary Oldman, Kurt Russell                    | Statele Unite ale Americii                                                         | [ 234 ]                |
| Intimate Stories                       | Carlos Sorín                        | Javier Lombardo, Antonio Benedictis, Javiera Bravo          | Spania · Argentina                                                                 | Comedy-drama           |
| Is It College Yet?                     | Karen Disher                        |                                                             | Statele Unite ale Americii                                                         | [ 236 ]                |
| Jackass: The Movie                     | Jeff Tremaine                       | Johnny Knoxville, Bam Margera, Chris Pontius                | Statele Unite ale Americii                                                         | [ 237 ]                |
| Juwanna Mann                           | Jesse Vaughan                       | Miguel A. Nuñez Jr., Vivica A. Fox, Kevin Pollak            | Statele Unite ale Americii                                                         | [ 238 ]                |
| Kung Pow! Enter the Fist               | Steve Oedekerk                      | Steve Oedekerk, Lung Fei, Leo Lee                           | Statele Unite ale Americii                                                         | [ 239 ]                |
| Life or Something Like It              | Stephen Herek                       | Angelina Jolie, Edward Burns, Tony Shalhoub                 | Statele Unite ale Americii                                                         | Comedy-drama           |
| Like Mike                              | John Schultz                        | Lil' Bow Wow, Morris Chestnut, Jonathan Lipnicki            | Statele Unite ale Americii                                                         | [ 241 ]                |
| Lilo & Stitch                          | Chris Sanders, Dean DeBlois         |                                                             | Statele Unite ale Americii                                                         | [ 242 ]                |
| Maid in Manhattan                      | Wayne Wang                          | Jennifer Lopez, Frances Conroy, Christopher Eigeman         | Statele Unite ale Americii                                                         | [ 243 ]                |
| The Man Without a Past                 | Aki Kaurismäki                      | Markku Peltola, Kati Outinen, Juhani Niemela                | Franța · Germania · Finlanda                                                       | Comedy-drama           |
| The Master of Disguise                 | Perry Andelin Blake                 | Dana Carvey, Jennifer Esposito, Harold Gould                | Statele Unite ale Americii                                                         | [ 245 ]                |
| Men in Black II                        | Barry Sonnenfeld                    | Tommy Lee Jones, Will Smith, Rip Torn                       | Statele Unite ale Americii                                                         | [ 246 ]                |
| Mr. Deeds                              | Steven Brill, Jared Harris          | Adam Sandler, Winona Ryder, Peter Gallagher                 | Statele Unite ale Americii                                                         | [ 247 ]                |
| My Big Fat Greek Wedding               | Joel Zwick                          | Nia Vardalos, John Corbett, Michael Constantine             | Statele Unite ale Americii                                                         | [ 248 ]                |
| National Lampoon's Van Wilder          | Walter Becker                       | Ryan Reynolds, Tara Reid, Tim Matheson                      | Statele Unite ale Americii                                                         | [ 249 ]                |
| The New Guy                            | Edward Decter                       | DJ Qualls, Eliza Dushku, Zooey Deschanel                    | Statele Unite ale Americii                                                         | [ 250 ]                |
| Once Upon a Time in the Midlands       | Shane Meadows                       | Robert Carlyle, Rhys Ifans, Kathy Burke                     | Regatul Unit al Marii Britanii și al Irlandei de Nord                              | [ 251 ]                |
| Orange County                          | Jake Kasdan                         | Colin Hanks, Jack Black, Catherine O'Hara                   | Statele Unite ale Americii                                                         | [ 252 ]                |
| Ping Pong                              | Fumihiko Sori                       | Yosuke Kubozuka, Arata, Sam Lee                             | Japonia                                                                            | [ 253 ]                |
| Pumpkin                                | Tony R. Abrams, Adam Larson Broder  | Christina Ricci, Hank Harris, Brenda Blethyn                | Statele Unite ale Americii                                                         | [ 254 ]                |
| Punch-Drunk Love                       | Paul Thomas Anderson                | Adam Sandler, Emily Watson, Philip Seymour Hoffman          | Statele Unite ale Americii                                                         | Comedy-drama           |
| Real Women Have Curves                 | Patricia Cardoso                    | America Ferrera, Lupe Ontiveros, Ingrid Oliu                | Statele Unite ale Americii                                                         | Comedy-drama           |
| Roger Dodger                           | Dylan Kidd                          | Campbell Scott, Jesse Eisenberg, Isabella Rossellini        | Statele Unite ale Americii                                                         | [ 257 ]                |
| The Rules of Attraction                | Roger Avary                         | James Van Der Beek, Ian Somerhalder, Shannyn Sossamon       | Germania · Statele Unite ale Americii                                              | [ 258 ]                |
| The Santa Clause 2                     | Michael Lembeck                     | Tim Allen, Elizabeth Mitchell, David Krumholtz              | Statele Unite ale Americii                                                         | [ 259 ]                |
| Secretary                              | Steven Shainberg                    | Maggie Gyllenhaal, James Spader, Jeremy Davies              | Statele Unite ale Americii                                                         | Comedy-drama           |
| Scooby-Doo                             | Raja Gosnell                        | Freddie Prinze, Jr., Sarah Michelle Gellar, Matthew Lillard | Statele Unite ale Americii                                                         | [ 260 ]                |
| Serving Sara                           | Reginald Hudlin                     | Matthew Perry, Elizabeth Hurley, Bruce Campbell             | Statele Unite ale Americii                                                         | [ 261 ]                |
| Sex Is Comedy                          | Catherine Breillat                  | Anne Parillaud, Grégoire Colin, Roxane Mesquida             | Franța                                                                             | Comedy drama           |
| Showtime                               | Tom Dey                             | Robert De Niro, Eddie Murphy, Rene Russo                    | Statele Unite ale Americii                                                         | [ 263 ]                |
| The Singles Ward                       | Kurt Hale                           |                                                             | Statele Unite ale Americii                                                         | Romantic comedy        |
| Slackers                               | Dewey Nicks                         | Devon Sawa, Jason Schwartzman, James King                   | Statele Unite ale Americii                                                         | [ 265 ]                |
| Slap Her... She's French               | Melanie Mayron                      | Piper Perabo, Jane McGregor, Trent Ford                     | Germania                                                                           | [ 266 ]                |
| Snow Dogs                              | Brian Levant                        | Cuba Gooding, Jr., James Coburn, Sisqó                      | Statele Unite ale Americii                                                         | [ 267 ]                |
| Sorority Boys                          | Wallace Wolodarsky                  | Brad Beyer, Kathryn Stockwood, Heather Matarazoo            | Statele Unite ale Americii                                                         | [ 268 ]                |
| Spy Kids 2: The Island of Lost Dreams  | Robert Rodriguez                    | Antonio Banderas, Carla Gugino, Alexa Vega                  | Statele Unite ale Americii                                                         | Family-oriented comedy |
| Spun                                   | Jonas Åkerlund                      | Jason Schwartzman, John Leguizamo, Mena Suvari              | Statele Unite ale Americii                                                         | [ 270 ]                |
| Stealing Harvard                       | Bruce McCulloch                     | Richard Jenkins, Leslie Mann, Seymour Cassel                | Statele Unite ale Americii                                                         | [ 271 ]                |
| Sweet Home Alabama                     | Andy Tennant                        | Reese Witherspoon, Josh Lucas, Patrick Dempsey              | Statele Unite ale Americii                                                         | [ 272 ]                |
| The Sweetest Thing                     | Roger Kumble                        | Cameron Diaz, Cameron Diaz, Selma Blair                     | Statele Unite ale Americii                                                         | [ 273 ]                |
| The Tuxedo                             | Kevin Donovan                       | Jackie Chan, Jennifer Love Hewitt, Jason Isaacs             | Statele Unite ale Americii                                                         | [ 274 ]                |
| Two Weeks Notice                       | Marc Lawrence                       | Sandra Bullock, Hugh Grant, Alicia Witt                     | Statele Unite ale Americii                                                         | [ 275 ]                |
| Undercover Brother                     | Malcolm D. Lee                      | Eddie Griffin, Chris Kattan, Aunjanue Ellis                 | Statele Unite ale Americii                                                         | [ 276 ]                |
| Wilbur Wants to Kill Himself           | Lone Scherfig                       | Jamie Sives, Adrian Rawlins, Shirley Henderson              | Danemarca · Regatul Unit al Marii Britanii și al Irlandei de Nord                  | [ 277 ]                |

## 2003
| 2000                                                   |                                       |                                                           |                                                                                        |                                 |
| Alex & Emma                                            | Rob Reiner                            | Kate Hudson, Luke Wilson, Jordan Lund                     | Statele Unite ale Americii                                                             | [ 278 ]                         |
| American Splendor                                      | Shari Springer Berman, Robert Pulcini | Paul Giamatti, Hope Davis, Harvey Pekar                   | Statele Unite ale Americii                                                             | Comedy-drama                    |
| American Wedding                                       | Jesse Dylan                           | Jason Biggs, Alyson Hannigan, January Jones               | Statele Unite ale Americii                                                             | [ 280 ]                         |
| Anger Management                                       | Peter Segal                           | Adam Sandler, Jack Nicholson, Marisa Tomei                | Statele Unite ale Americii                                                             | [ 281 ]                         |
| Anything Else                                          | Woody Allen                           | Woody Allen, Jason Biggs, Christina Ricci                 | Statele Unite ale Americii                                                             | [ 282 ]                         |
| Bad Boys II                                            | Michael Bay                           | Martin Lawrence, Will Smith, Jordi Mollà                  | Statele Unite ale Americii                                                             | Action comedy, police comedy    |
| Bad Santa                                              | Terry Zwigoff                         | Billy Bob Thornton, Tony Cox, Brett Kelly                 | Statele Unite ale Americii                                                             | [ 284 ]                         |
| The Barbarian Invasions                                | Denys Arcand                          | Rémy Girard, Stéphane Rousseau, Marie-Josée Croze         | Canada · Franța                                                                        | [ 285 ]                         |
| Beethoven's 5th                                        | Mark Griffiths                        | John Larroquette, Faith Ford, Dave Thomas                 | Statele Unite ale Americii                                                             | [ 286 ]                         |
| Big Fish                                               | Tim Burton                            | Ewan McGregor, Albert Finney, Billy Crudup                | Statele Unite ale Americii                                                             | [ 287 ]                         |
| Bright Young Things                                    | Stephen Fry                           | Emily Mortimer, Stephen Campbell Moore, James McAvoy      | Regatul Unit al Marii Britanii și al Irlandei de Nord                                  | Comedy-drama                    |
| Bringing Down the House                                | Adam Shankman                         | Steve Martin, Queen Latifah, Eugene Levy                  | Statele Unite ale Americii                                                             | [ 289 ]                         |
| Bruce Almighty                                         | Tom Shadyac                           | Jim Carrey, Jennifer Aniston, Morgan Freeman              | Statele Unite ale Americii                                                             | [ 290 ]                         |
| Bulletproof Monk                                       | Paul Hunter                           | Chow Yun-fat, Seann William Scott, Jamie King             | Statele Unite ale Americii                                                             | Action comedy                   |
| Calendar Girls                                         | Nigel Cole                            | Helen Mirren, Julie Waters, John Alderton                 | Regatul Unit al Marii Britanii și al Irlandei de Nord                                  | [ 292 ]                         |
| The Cat in the Hat                                     | Bo Welch                              | Mike Myers, Alec Baldwin, Kelly Preston                   | Statele Unite ale Americii                                                             | Family-oriented comedy          |
| Charlie's Angels: Full Throttle                        | McG                                   | Cameron Diaz, Lucy Liu, Drew Barrymore                    | Statele Unite ale Americii                                                             | [ 294 ]                         |
| Cheaper by the Dozen                                   | Shawn Levy                            | Steve Martin, Bonnie Hunt, Piper Perabo                   | Statele Unite ale Americii                                                             | [ 295 ]                         |
| Coffee and Cigarettes                                  | Jim Jarmusch                          | Roberto Benigni, Steven Wright, Joie Lee                  | Statele Unite ale Americii                                                             | [ 296 ]                         |
| Daddy Day Care                                         | Steve Carr                            | Eddie Murphy, Jeff Garlin, Steve Zahn                     | Statele Unite ale Americii                                                             | [ 297 ]                         |
| Death of a Dynasty                                     | Damon Dash                            | Ebon Moss-Bachrach, Devon Aoki, Capone                    | Statele Unite ale Americii                                                             | [ 298 ]                         |
| Deliver Us from Eva                                    | Gary Hardwick                         | Gabriel Union, LL Cool J, Duane Martin                    | Statele Unite ale Americii                                                             | [ 299 ]                         |
| Dickie Roberts: Former Child Star                      | Sam Weisman                           | David Spade, Mary McCormack, Jon Lovitz                   | Statele Unite ale Americii                                                             | [ 300 ]                         |
| Down with Love                                         | Peyton Reed                           | Renée Zellweger, Ewan McGregor, Sarah Paulson             | Statele Unite ale Americii                                                             | [ 301 ]                         |
| Dumb and Dumberer: When Harry Met Lloyd                | Troy Miller                           | Eric Christian Olsen, Derek Richardson, Rachel Nichols    | Statele Unite ale Americii                                                             | [ 302 ]                         |
| Duplex                                                 | Danny DeVito                          | Ben Stiller, Drew Barrymore, Eileen Essell                | Statele Unite ale Americii                                                             | [ 303 ]                         |
| Elf                                                    | Jon Favreau                           | Will Ferrell, Ed Asner, James Caan                        | Statele Unite ale Americii                                                             | [ 304 ]                         |
| Fear and Trembling                                     | Alain Corneau                         | Sylvie Testud, Kaori Tsuji, Taro Suwa                     | Franța                                                                                 | Comedy-drama                    |
| Finding Nemo                                           | Andrew Stanton, Lee Unkrich           |                                                           | Statele Unite ale Americii                                                             | Adventure comedy                |
| Freaky Friday                                          | Mark S. Waters                        | Jamie Lee Curtis, Lindsay Lohan, Mark Harmon              | Statele Unite ale Americii                                                             | [ 307 ]                         |
| From Justin to Kelly                                   | Robert Iscove                         | Kelly Clarkson, Justin Guarini, Katherine Bailess         | Statele Unite ale Americii                                                             | Romantic comedy                 |
| George of the Jungle 2                                 | David Grossman                        | Christopher Showerman, Julie Benz, Thomas Haden Church    | Statele Unite ale Americii                                                             | [ 309 ]                         |
| Gigli                                                  | Martin Brest                          | Ben Affleck, Jennifer Lopez, Justin Bartha                | Statele Unite ale Americii                                                             | [ 310 ]                         |
| Good Boy!                                              | John Hoffman                          | Molly Shannon, Liam Aiken, Kevin Nealon                   | Statele Unite ale Americii                                                             | [ 311 ]                         |
| Gozu                                                   | Takashi Miike                         | Hideki Sone, Show Aikawa, Kimika Yoshino                  | Japonia                                                                                | Horror comedy                   |
| The Green Butchers                                     | Anders Thomas Jensen                  | Mads Mikkelsen, Nikolaj Lie Kaas, Line Kruse              | Danemarca                                                                              | [ 313 ]                         |
| A Guy Thing                                            | Chris Koch                            | Jason Lee, Julia Stiles, Selma Blair                      | Statele Unite ale Americii                                                             | [ 314 ]                         |
| G-SALE                                                 | Randy Nargi                           |                                                           | Statele Unite ale Americii                                                             | [ 315 ]                         |
| Harvie Krumpet                                         | Adam Elliot                           |                                                           | Australia                                                                              | Comedy-drama                    |
| The Haunted Mansion                                    | Rob Minkoff                           | Eddie Murphy, Terence Stamp, Wallace Shawn                | Statele Unite ale Americii                                                             | Family-oriented comedy          |
| Head of State                                          | Chris Rock                            | Chris Rock, Bernie Mac, Dylan Baker                       | Statele Unite ale Americii                                                             | [ 318 ]                         |
| Hollywood Homicide                                     | Ron Shelton                           | Harrison Ford, Josh Hartnett, Lena Olin                   | Statele Unite ale Americii                                                             | [ 319 ]                         |
| How to Lose a Guy in 10 Days                           | Donald Petrie                         | Kate Hudson, Matthew McConaughey, Adam Goldberg           | Statele Unite ale Americii                                                             | [ 320 ]                         |
| Intermission                                           | John Crowley                          | Colin Farrell, Shirley Henderson, Kelly Macdonald         | Republica Irlanda                                                                      | Comedy-drama                    |
| Intolerable Cruelty                                    | Joel Coen                             | George Clooney, Catherine Zeta-Jones, Geoffrey Rush       | Statele Unite ale Americii                                                             | [ 322 ]                         |
| Johnny English                                         | Peter Howitt                          | Rowan Atkinson, John Malkovich, Natalie Imbruglia         | Regatul Unit al Marii Britanii și al Irlandei de Nord · Statele Unite ale Americii     | [ 323 ]                         |
| Just Married                                           | Shawn Levy                            | Ashton Kutcher, Brittany Murphy, Christian Kane           | Statele Unite ale Americii                                                             | [ 324 ]                         |
| Kitchen Stories                                        | Bent Hamer                            | Joachim Calmeyer, Tomas Norström, Bjørn Floberg           | Norvegia · Suedia                                                                      | [ 325 ]                         |
| Kopps                                                  | Josef Fares                           | Fares Fares, Torkel Petersson, Göran Ragnerstam           | Suedia                                                                                 | [ 326 ]                         |
| Legally Blonde 2: Red, White & Blonde                  | Charles Herman-Wurmfeld               | Reese Witherspoon, Sally Field, Regina King               | Statele Unite ale Americii                                                             | [ 327 ]                         |
| The Lizzie McGuire Movie                               | Jim Fall                              | Hilary Duff, Yani Gellman, Adam Lamberg                   | Statele Unite ale Americii                                                             | [ 328 ]                         |
| Looney Tunes: Back in Action                           | Joe Dante                             | Brendan Fraser, Jenna Elfman, Steve Martin                | Statele Unite ale Americii                                                             | [ 329 ]                         |
| Lost in Translation                                    | Sofia Coppola                         | Bill Murray, Scarlett Johansson, Giovanni Ribisi          | Statele Unite ale Americii                                                             | Comedy-drama                    |
| Love Actually                                          | Richard Curtis                        | Alan Rickman, Bill Nighy, Colin Firth                     | Regatul Unit al Marii Britanii și al Irlandei de Nord                                  | Comedy-drama                    |
| Love Me If You Dare                                    | Yann Samuell                          | Guillaume Canet, Marion Cotillard, Thibault Verhaeghe     | Belgia                                                                                 | [ 332 ]                         |
| Malibu's Most Wanted                                   | John Whitesell                        | Jamie Kennedy, Taye Diggs, Anthony Anderson               | Statele Unite ale Americii                                                             | [ 333 ]                         |
| Marci X                                                | Richard Benjamin                      | Lisa Kudrow, Damon Wayans, Richard Benjamin               | Statele Unite ale Americii                                                             | [ 334 ]                         |
| Matchstick Men                                         | Ridley Scott                          | Nicolas Cage, Sam Rockwell, Alison Lohman                 | Statele Unite ale Americii                                                             | Comedy-drama                    |
| The Medallion                                          | Gordon Chan                           | Jackie Chan, Lee Evans, Claire Forlani                    | Statele Unite ale Americii · Hong Kong                                                 | Action comedy                   |
| A Mighty Wind                                          | Christopher Guest                     | Bob Balaban, Christopher Guest, Catherine O'Hara          | Statele Unite ale Americii                                                             | [ 337 ]                         |
| National Lampoon Presents Dorm Daze                    | David Hillenbrand, Scott Hillenbrand  | Patrick Renna, Danielle Fishel, Chris Owen                | Statele Unite ale Americii                                                             | [ 338 ]                         |
| National Security                                      | Dennis Dugan                          | Martin Lawrence, Steve Zahn, Colm Feore                   | Statele Unite ale Americii                                                             | [ 339 ]                         |
| Noi the Albino                                         | Dagur Kári                            | Tómas Lemarquis, Throstur Leo Gunnarsson, Elin Hansdottir | Danemarca · Germania · Regatul Unit al Marii Britanii și al Irlandei de Nord · Islanda | Comedy-drama                    |
| Not on the Lips                                        | Alain Resnais                         | Sabine Azéma, Isabelle Nanty, Audrey Tautou               | Franța                                                                                 | [ 341 ]                         |
| Nothing                                                | Vincenzo Natali                       | David Hewlett, Andrew Miller, Marie-Josée Croze           | Canada                                                                                 | [ 342 ]                         |
| Old School                                             | Todd Phillips                         | Luke Wilson, Will Ferrell, Vince Vaughn                   | Statele Unite ale Americii                                                             | [ 343 ]                         |
| Pauly Shore Is Dead                                    | Pauly Shore                           | Pauly Shore, Rick Ducommun, Todd Bridges                  | Statele Unite ale Americii                                                             | [ 344 ]                         |
| Pirates of the Caribbean: The Curse of the Black Pearl | Gore Verbinski                        | Johnny Depp, Geoffrey Rush, Orlando Bloom                 | Statele Unite ale Americii                                                             | Adventure comedy                |
| The Rundown                                            | Peter Berg                            | The Rock, Seann William Scott, Rosario Dawson             | Statele Unite ale Americii                                                             | Action comedy, adventure comedy |
| Save the Green Planet!                                 | Jang Joon-hwan                        | Shin Ha-kyun, Baek Yun-shik, Hwang Jeong-min              | Coreea de Sud                                                                          | [ 347 ]                         |
| Scary Movie 3                                          | David Zucker                          | Anna Faris, Anthony Anderson, Leslie Nielsen              | Statele Unite ale Americii                                                             | [ 348 ]                         |
| School of Rock                                         | Richard Linklater                     | Jack Black, Joan Cusack, Mike White                       | Statele Unite ale Americii                                                             | [ 349 ]                         |
| Schultze Gets the Blues                                | Michael Schorr                        | Horst Krause, Harald Warmbrunn, Karl-Fred Mueller         | Germania                                                                               | [ 350 ]                         |
| Shanghai Knights                                       | David Dobkin                          | Jackie Chan, Owen Wilson, Aaron Johnson                   | Statele Unite ale Americii                                                             | [ 351 ]                         |
| Slim Susie                                             | Ulf Malmros                           | Jonas Rimeika, Tuva Novotny, Kjell Bergqvist              | Suedia                                                                                 | [ 352 ]                         |
| Something's Gotta Give                                 | Nancy Meyers                          | Jack Nicholson, Diane Keaton, Keanu Reeves                | Statele Unite ale Americii                                                             | [ 353 ]                         |
| The Station Agent                                      | Tom McCarthy                          | Peter Dinklage, Patricia Clarkson, Bobby Cannavale        | Statele Unite ale Americii                                                             | Comedy-drama                    |
| Stuck on You                                           | Bobby Farrelly, Peter Farrelly        | Matt Damon, Greg Kinnear, Eva Mendes                      | Statele Unite ale Americii                                                             | [ 355 ]                         |
| Tokyo Godfathers                                       | Satoshi Kon                           |                                                           | Japonia                                                                                | [ 356 ]                         |
| The Triplets of Belleville                             | Sylvain Chomet                        |                                                           | Belgia · Canada · Franța                                                               | [ 357 ]                         |
| Undead                                                 | Michael Spierig, Peter Spierig        | Felicity Mason, Mungo McKay, Rob Jenkins                  | Australia                                                                              | Horror comedy                   |
| View from the Top                                      | Bruno Baretto                         | Gwyneth Paltrow, Mark Ruffalo, Candice Bergen             | Statele Unite ale Americii                                                             | [ 359 ]                         |
| What a Girl Wants                                      | Dennie Gordon                         | Amanda Bynes, Colin Firth, Kelly Preston                  | Statele Unite ale Americii                                                             | [ 360 ]                         |

## 2004
| 2000                                  |                         |                                                       |                            |                  |
| 50 First Dates                        | Peter Segal             | Adam Sandler, Drew Barrymore, Rob Schneider           | Statele Unite ale Americii | [ 361 ]          |
| After the Sunset                      | Michael Lehmann         | Pierce Brosnan, Salma Hayek, Woody Harrelson          | Statele Unite ale Americii | Criminal comedy  |
| Along Came Polly                      | John Hamburg            | Ben Stiller, Jennifer Aniston, Philip Seymour Hoffman | Statele Unite ale Americii | [ 363 ]          |
| Anchorman: The Legend of Ron Burgundy | Adam McKay              | Will Ferrel, Christina Applegate, Paul Rudd           | Statele Unite ale Americii | [ 364 ]          |
| Around the World in 80 Days           | Frank Coraci            | Jackie Chan, Steve Coogan, Jim Broadbent              | Statele Unite ale Americii | Adventure comedy |
| Barbershop 2: Back in Business        | Kevin Rodney Sullivan   | Ice Cube, Cedric the Entertainer, Sean Patrick Thomas | Statele Unite ale Americii | [ 366 ]          |
| The Big Bounce                        | George Armitage         | Owen Wilson, Morgan Freeman, Gary Sinise              | Statele Unite ale Americii | [ 367 ]          |
| Christmas with the Kranks             | Joe Roth                | Tim Allen, Jamie Lee Curtis, Dan Aykroyd              | Statele Unite ale Americii | [ 368 ]          |
| Club Dread                            | Jay Chandrasekhar       | Bill Paxton, Jay Chandrasekhar, Kevin Heffernan       | Statele Unite ale Americii | [ 369 ]          |
| Connie and Carla                      | Michael Lembeck         | Nia Vardalos, Toni Collette, David Duchovny           | Statele Unite ale Americii | [ 370 ]          |
| The Cookout                           | Lance Rivera            | Ja Rule, Tim Meadows, Storm P                         | Statele Unite ale Americii | [ 371 ]          |
| D.E.B.S.                              | Angela Robinson         | Sara Foster, Jordana Brewster, Meagan Good            | Statele Unite ale Americii | [ 372 ]          |
| A Dirty Shame                         | John Waters             | Tracey Ullman, Johnny Knoxville, Selma Blair          | Statele Unite ale Americii | [ 373 ]          |
| DodgeBall: A True Underdog Story      | Rawson Marshall Thurber | Ben Stiller, Vince Vaughn, Christine Taylor           | Statele Unite ale Americii | [ 374 ]          |
| Envy                                  | Barry Levinson          | Ben Stiller, Jack Black, Rachel Weisz                 | Statele Unite ale Americii | [ 375 ]          |
| Eulogy                                | Michael Clancy          | Hank Azaria, Jesse Bradford, Zooey Deschanel          | Statele Unite ale Americii | [ 376 ]          |

- EuroTrip
- Fat Albert
- First Daughter
- Garden State
- Garfield
- The Girl Next Door
- Harold & Kumar Go to White Castle
- Home on the Range
- I Heart Huckabees
- In Good Company
- The Incredibles
- Johnson Family Vacation
- Knots
- Kung Fu Hustle
- The Ladykillers
- Lemony Snicket's A Series of Unfortunate Events
- The Life Aquatic with Steve Zissou
- Mean Girls
- Meet the Fockers
- Mr. 3000
- My Baby's Daddy
- Napoleon Dynamite
- New York Minute
- Nora's Hair Salon
- Ocean's Twelve
- Saved!
- Saving Star Wars
- Scooby-Doo 2: Monsters Unleashed
- Shark Tale
- Shaun of the Dead
- Shrek 2
- Sideways
- Sleepover
- Soul Plane
- Spanglish
- The SpongeBob SquarePants Movie
- Starsky & Hutch
- The Stepford Wives
- Straight-Jacket
- Surviving Christmas
- Taxi
- Team America: World Police
- The Terminal
- White Chicks
- The Whole Ten Yards
- Without a Paddle
- Win a Date with Tad Hamilton!

## 2005
- The 40-Year-Old Virgin
- Adam & Steve
- American Pie: Band Camp
- Are We There Yet?
- Bad News Bears
- Beauty Shop
- Bewitched
- Broken Flowers
- Charlie and the Chocolate Factory
- Cheaper by the Dozen 2
- Chicken Little
- Deuce Bigalow: European Gigolo
- Dirty Deeds
- Fever Pitch
- Formosa
- Fun with Dick and Jane
- Guess Who
- Herbie: Fully Loaded
- Hitch
- The Hitchhiker's Guide to the Galaxy
- The Honeymooners
- The Ice Harvest
- In Her Shoes
- In the Mix
- Junebug
- Just Friends
- Just Like Heaven
- Kicking & Screaming
- King's Ransom
- Kiss Kiss Bang Bang
- The Longest Yard
- Madagascar
- The Man
- Man of the House
- The Matador
- Monster-in-Law
- Mr. & Mrs. Smith
- Miss Congeniality 2: Armed and Fabulous
- Must Love Dogs
- Never Been Thawed
- Night of the Day of the Dawn of the Son of the Bride of the Return of the Revenge of the Terror of the Attack of the Evil, Mutant, Hellbound, Flesh-Eating Subhumanoid Zombified Living Dead, Part 3
- The Pacifier
- Pervert!
- The Producers
- Rebound
- The Ringer
- Robots
- Rumor Has It...
- Shopgirl
- Sky High
- Son of the Mask
- Southern Belles
- Stewie Griffin: The Untold Story
- The Thing About My Folks
- Tim Burton's Corpse Bride
- Underclassman
- Waiting...
- Wannabe
- Wedding Crashers

## 2006
- 18 Fingers of Death!
- Accepted
- The Alibi
- American Dreamz
- The Ant Bully
- Art School Confidential
- Barnyard
- Beerfest
- Beer League
- Big Momma's House 2
- Borat: Cultural Learnings of America for Make Benefit Glorious Nation of Kazakhstan
- The Benchwarmers
- The Break-Up
- Caffeine
- Cars
- Clerks II
- Click
- Checkout
- Church Ball
- The Darwin Awards
- Date Movie
- Dave Chappelle's Block Party
- Dedication
- The Devil Wears Prada
- Doogal
- Employee of the Month
- Flushed Away
- Friends with Money
- Garfield: A Tail of Two Kitties
- The Guatemalan Handshake
- Grandma's Boy
- Hail Caesar
- Happy Feet
- The Holiday
- Hood of Horror
- Hoodwinked
- Hoot
- I Am a Sex Addict
- I Need To Lose Ten Pounds
- Ice Age: The Meltdown
- Idiocracy
- John Tucker Must Die
- Just My Luck
- Kettle of Fish
- Larry the Cable Guy: Health Inspector
- The Last Guy on Earth
- Little Man
- Little Miss Sunshine
- Monster Night (aka Trick or Treat)
- My Super Ex-Girlfriend
- Nacho Libre
- Night at the Museum
- The Night of the White Pants
- Ninja Star in the Eye
- Open Season
- Over the Hedge
- The Pink Panther
- A Prairie Home Companion
- Puff, Puff, Pass
- RV
- The Santa Clause 3
- Scary Movie 4
- The Shaggy Dog
- She's the Man
- Shortbus
- Stick It
- Stranger than Fiction
- Talladega Nights: The Ballad of Ricky Bobby
- Tenacious D in The Pick of Destiny
- What Love Is
- The Wild
- Wristcutters: A Love Story
- You, Me and Dupree
- Zoom

## 2007
- Alvin and the Chipmunks
- American Pie Presents: The Naked Mile
- Aqua Teen Hunger Force Colon Movie Film for Theaters
- Are We Done Yet?
- Balls of Fury
- Bee Movie
- Meet Bill
- Catch and Release
- Chaos Theory
- Code Name: The Cleaner
- Dan in Real Life
- Delta Farce
- Enchanted
- Epic Movie
- Evan Almighty
- Foodfight!
- I Now Pronounce You Chuck and Larry
- Kickin' It Old Skool
- Knocked Up
- License to Wed
- Mr. Bean's Holiday
- Mr. Magorium's Wonder Emporium
- Mr. Woodcock
- Meet the Robinsons
- No Reservations
- Ocean's Thirteen
- Police Academy 8: 2007
- Pirates of the Caribbean: At World's End
- Ratatouille
- Reno 911!: Miami
- Rush Hour 3
- Seven Day Itch
- Shrek the Third
- The Comebacks
- The Simpsons Movie
- The Ten
- Smokin' Aces
- Superbad
- Superhero Movie
- Surf's Up

## 2008
- Fly Me to the Moon
- Meet the Spartans
- Be Kind Rewind
- Horton Hears a Who!
- Drillbit Taylor
- Run, Fat Boy, Run
- Superhero Movie
- Sex and the City: The Movie
- Kung Fu Panda
- You Don't Mess with the Zohan
- Get Smart
- The Love Guru
- WALL-E
- Hancock
- Meet Dave
- Space Chimps
- Step Brothers
- Pineapple Express
- Tropic Thunder
- Disaster Movie
- Ghost Town
- How to Lose Friends and Alienate People
- Madagascar: Escape 2 Africa
- Yes Man
- Mamma Mia!
- What Happens in Vegas
- Bolt
- Marley & Me
- Angus, Thongs and Perfect Snogging
- Another Cinderella Story
- Picture This!
- Bedtime Stories
- In Bruges
- Made of Honor
- Definitely, Maybe
- 27 Dresses
- Camp Rock
- Harold & Kumar Escape from Guantanamo Bay
- The Wackness
- My Best Friend's Girl
- Snow Buddies
- Sex Drive
- Mad Money
- The Accidental Husband
- Deal
- Over Her Dead Body
- Miss Pettigrew Lives for a Day
- Fool's Gold
- Strictly Sexual
- Happy-Go-Lucky
- Beverly Hills Chihuahua
- Vicky Cristina Barcelona
- Asterix at the Olympic Games
- My Sassy Girl
- The House Bunny
- Welcome Home, Roscoe Jenkins
- Role Models
- Nim's Island
- The Rocker
- My Mom's New Boyfriend
- Zack and Miri Make a Porno
- Four Christmases
- Open Season 2
- Assassination of a High School President
- Forgetting Sarah Marshall
- Baby Mama
- Igor
- College Road Trip
- College
- What Just Happened
- Jack and Jill vs. the World
- Fluke
- Burn After Reading
- Smart People
- Henry Poole Is Here
- The Women
- Nick and Norah's Infinite Playlist
- Queen Sized
- Immigrants
- Get Smart
- First Sunday
- Semi-Pro
- The Hottie and the Nottie
- Finding Amanda
- Strange Wilderness
- Paris
- CJ7
- Shred

## 2009
- 17 Again
- 18 Year Old Virgin
- 500 Days of Summer
- Adventureland
- Bride Wars
- Brüno
- Confessions of a Shopaholic
- Falling Up
- Foodfight!
- Funny People
- Ghosts of Girlfriends Past
- Hannah Montana: The Movie
- He's Just Not That Into You
- Ho Ho Ho
- Hotel for Dogs
- I Love You, Man
- Ice Age: Dawn of the Dinosaurs
- Julie & Julia
- Last Chance Harvey
- Monsters vs. Aliens
- New in Town
- Night at the Museum: Battle of the Smithsonian
- Paul Blart: Mall Cop
- Pink Panther 2
- Planet 51
- Princess Protection Program
- Skills Like This
- The Boat That Rocked
- The Hangover
- The Proposal
- Up
- Yes Man

## Britanice
- About a Boy (2002)
- Ali G Indahouse (2002)
- Anuvahood (2011)
- Bend It Like Beckham (2002)
- Billy Elliot (2000)
- Birthday Girl (2001)
- Blackball (2003)
- Bridget Jones' Diary (2001)
- Bridget Jones' Diary 2 (2004)
- Calendar Girls (2003)
- Chicken Run (2000)
- A Cock and Bull Story (2006)
- Confetti (2006)
- Grow Your Own (2007)
- Fishtales (2007)
- Hot Fuzz (2007)
- It's All Gone Pete Tong (2004)
- Kinky Boots (2005)
- Johnny English (2003)
- Keeping Mum (2005)
- Kevin and Perry Go Large (2000)
- The League of Gentlemen's Apocalypse (2005)
- Love Actually (2003)
- Lucky Break (2001)
- Magicians (2007)
- Mr. Bean's Holiday (2007)
- Mrs. Henderson Presents (2005)
- The Parole Officer (2001)
- Relative Values (2000)
- Seeing Double (2003)
- Sex Lives of the Potato Men (2004)
- Shaun of the Dead (2004)
- Snatch (2000)
- Wallace & Gromit: The Curse of the Were-Rabbit (2005)
- Wimbledon (2005)
- Happy-Go-Lucky (2008)

## Comedie SF
- Aachi & Ssipak (2006)
- The Adventures of Pluto Nash (2002)
- Aqua Teen Hunger Force Colon Movie Film for Theaters
- Diabolical Tales (2005)
- Dude, Where's My Car? (2000)
- Evolution (2001)
- G.O.R.A. (2004)
- The Hitchhiker's Guide to the Galaxy (2005)
- Illegal Aliens (2006)
- Lilo & Stitch (2002)
- The Lost Skeleton of Cadavra (2001)
- Man with the Screaming Brain (2005)
- Men in Black II (2002)
- Nutty Professor II: The Klumps (2000)
- Star Wreck: In the Pirkinning (2005)
- Zenon: The Zequel (2001)
- Zenon: Z3 (2003)

## Comedie-horror
2001
- Bio Zombie
- Body Jumper
- The Happiness of the Katakuris
- How to Make a Monster

2002
- Bubba Ho-Tep
- Dog Soldiers
- Eight Legged Freaks
- Terror Toons

2003
- Battlefield Baseball
- Beyond Re-Animator
- Buppah Rahtree
- Gozu
- Hello Friend
- Hey, Stop Stabbing Me!
- Tremors 3: Back to Perfection
- Undead
- Vampires Anonymous

2004
- Choking Hazard
- Club Dread
- Dead & Breakfast
- Hide and creep
- SARS Wars
- Seed of Chucky
- Shaun of the Dead
- To Catch a Virgin Ghost
- Tremors 4: The Legend Begins
- Zombie Honeymoon
- The Hollow (2004 film)

2005
- Boy Eats Girl
- Buppah Rahtree Phase 2: Rahtree Returns
- Doll Graveyard
- Pervert!
- Return of the Living Dead 4: Necropolis
- Return of the Living Dead 5: Rave to the Grave

2006
- Evil Bong
- Fido
- Hatchet (film)
- Slither
- Not Quite Dead
- Severance

2007
- Black Sheep
- Ghost Station
- Netherbeast Incorporated
- Terror Toons 2: The Sick and Silly Show
- Super Deluxe Comedy-Horror Shorts Arhivat în 29 septembrie 2021, la Wayback Machine.

## Comedie-dramă
- Duets (2000)
- Billy Elliot (2000)
- Almost Famous (2000)
- Hanging Up (2000)
- Bandits (2001)
- Made (2001)
- The Royal Tenenbaums (2001)
- Va savoir (2001)
- Adaptation. (2002)
- Divine Secrets of the Ya-Ya Sisterhood (2002)
- Dummy (2002)
- The Man Without a Past (2002)
- Big Fish (2003)
- Bonjour Monsieur Shlomi (2003)
- The Fighting Temptations (2003)
- Holes (2003)
- The Last Supper (2003)
- Garden State (2004)
- Melinda and Melinda (2004)
- The Family Stone (2005)
- Daltry Calhoun (2005)
- The Devil Wears Prada (2005)
- Diary of a Mad Black Woman (2005)
- The Weather Man (2005)
- The Chumscrubber (2005)
- Between Love and Hate (2006)
- Click (2006)
- Happy Feet (2006)
- Lights in the Dusk (2006)
- Like a Virgin (2006)
- Little Miss Sunshine (2006)
- Stranger than Fiction (2006)
- Two Weeks (2006)
- Death at a Funeral (2007)
- Miracle on 1st Street (2007)
- Happy-Go-Lucky (2008)
- Song Man (2009)

## Parodie
- 2001: A Space Travesty (2000)
- An American Carol (2008)
- Austin Powers in Goldmember (2002)
- Black Dynamite (2009)
- The Comebacks (2007)
- Dance Flick (2009)
- Date Movie (2006)
- Disaster Movie (2008)
- Epic Movie (2007)
- Farce of the Penguins (2007)
- George of the Jungle 2 (2003))
- Johnny English (2003)
- Man of the Year (2006)
- Meet the Spartans (2008)
- My Big Fat Independent Movie (2005)
- Not Another Teen Movie (2001)
- The Producers (2005)
- The Onion Movie (2008)
- Tropic Thunder (2008)
- Scary Movie (2000)
- Scary Movie 2 (2001)
- Scary Movie 3 (2003)
- Scary Movie 4 (2006)
- Superhero Movie (2008)